# SN 2007bi
SN 2007biは、2007年始めにアメリカ合衆国エネルギー省のローレンス・バークレー国立研究所に拠点を置くNearby Supernova Factoryによって発見された高エネルギーの超新星である。ホスト銀河は、Anon J131920+0855である。起源となった恒星は、形成の時は太陽の200倍の質量を持ち、超新星になった時は核内に太陽の約100倍の質量を持っていたと考えられている。爆発では、太陽質量の22倍以上のケイ素やその他の重元素を吹き飛ばした。その中には、拡大するガスを数ヶ月にわたって非常に明るく輝かせる放射性ニッケルも6太陽質量分含まれていた。
この超新星は、対不安定型超新星のモデルに明確に当てはまると言われている。

## 関連文献
- Gal-Yam, A. et al. (2009). “Supernova 2007bi as a pair-instability explosion”. Nature 462 (7273):  624–627. arXiv:1001.1156. Bibcode: 2009Natur.462..624G. doi:10.1038/nature08579. ISSN 0028-0836. PMID 19956255.